# El silencio antes de Bach
El silencio antes de Bach (Die stille vor Bach) es una película musical española dirigida en 2007 por el realizador  Pere Portabella.

## Argumento
El compositor alemán Johann Sebastian Bach (Christian Brembeck) viaja con su familia a Leipzig para ocupar el puesto de cantor en la Escuela de Santo Tomás. A lo largo del film se desarrollan otras historias, como el conductor de camión que toca música de cámara y el anciano que dirige visitas turísticas en Leipzig.
Entre las escenas de la película, figuran las de Bach tocando en el órgano el Preludio en la menor, BWV 543, entregando las Variaciones Goldberg o dando una lección a su hijo; la historia del redescubrimiento de la Pasión según San Mateo por Felix Mendelssohn, los violonchelistas tocando el preludio de la Primera Suite para violonchelo solo en un vagón del tren, o el piano que cae sobre el mar representando los músicos judíos muertos durante la Segunda Guerra Mundial.

## Premios
52.ª edición de los Premios Sant Jordi
| Categoría                        | Persona         | Resultado |
| -------------------------------- | --------------- | --------- |
| Mejor actor en película española | Àlex Brendemühl | Ganador   |